# Die Thesmophoriazusen
Die Thesmophoriazusen (altgriechisch Θεσμοφοριάζουσαι Thesmophoriazousai ‚Frauen am Thesmophorienfest‘) ist ein Stück des athenischen Dichters Aristophanes, uraufgeführt 411 v. Chr., wahrscheinlich an den Lenäen.

## Inhalt
Da der Tragödiendichter Euripides die Frauen in seinen Stücken stets schlecht und in einer rufschädigenden Art darstellt, planen diese am Thesmophorenfest einen Anschlag auf ihn. Er erfährt jedoch von dem Plan und sucht in Begleitung seines Schwiegervaters Mnesilochos den Autor Agathon auf. Dieser soll sich als Frau verkleidet unter die Wütenden mischen und die Stimmung zugunsten Euripides’ ändern. Er selbst möchte den Plan nicht ausführen, vorgeblich weil man ihn aufgrund seines hohen Alters schneller erkennen würde. Da Agathon jünger ist und sich, um die passende Stimmung für seine Dichtungen zu finden, gelegentlich selbst in Frauenkleider hüllt, scheint er der richtige zu sein. Da der Dramatiker aber selbst um seinen Ruf bei den Frauen fürchtet, lehnt er das Ansinnen ab, sodass sich letztlich Mnesilochos bereit erklärt. Nach umfassender Vorbereitung, die u. a. im Absengen seiner Schamhaare besteht, mischt er sich unter die Versammelten und hört deren Klagen an. Diese drehen sich jedoch ausschließlich darum, dass Euripides die Frauen nicht verleumdet, sondern Handlungsweisen, die sie tatsächlich begehen, aufdeckt. Dazu gehören Ehebruch, das Unterschieben fremder Kinder und heimlicher Alkoholkonsum. Mnesilochos führt viele weitere Schlechtigkeiten an, die noch nicht literarisch verarbeitet worden sind, reizt damit aber die Ergrimmten nur noch mehr. Der hinzukommende Kleisthenes warnt die Frauen, dass Euripides einen Verwandten eingeschmuggelt hat, woraufhin sie den alten Mann tatsächlich enttarnen. Er wird an einen Schandpfahl gebunden und von einem skythischen Schergen bewacht. Euripides tritt nun seinerseits verkleidet hinzu. Mit Hilfe einer Tänzerin, die sich zugleich als Prostituierte betätigt, gelingt es ihm, den Wächter wegzulocken. Mnesilochos kann fliehen und Euripides versöhnt sich mit den Frauen.

## Verweise und Nachwirkung
Das Werk enthält Anspielungen auf Euripides Stücke Alkestis, Der bekränzte Hippolytos und Helena.
Das Handlungsmotiv der Komödie taucht in ähnlicher Form in Bonaventure des Périers’ Neue Unterhaltsamkeiten und lustige Reden auf. Dort schleicht sich ein verkleideter junger Mann in ein Nonnenkloster ein.